# Crónica Mexicayotl
Cronica Mexicayotl, conform denumirii originale din spaniolă, Crónica Mexicayotl, este o cronică postumă a Imperiului aztec scrisă de Fernando Alvarado Tezozómoc în jurul anului 1598, în două limbi, în nahuatl și spaniolă. Autorul, despre care se știe că aparținea unei familli care avea legături de rudenie cu linia genetică regală, a consemnat în cronică istoria centrului Mexicului de astăzi.
Deși cronica a fost scrisă în ambele limbi, cea a cuceritorilor și cea a cuceriților, doar documentul scris în limba nahuatl a fost descoperit. Acesta a fost descoperit de Joaquín García Icazbalceta în colecţia Boturini, fiind ulterior mutat la Biblioteca Națională a Franței din Paris, fiind prima dată re-publicat în traducerea lui Adrián Leon în 1949. Cronica conține istoria aztecilor de la primul Hueyi Tlatoani, Acamapichtli până la conducătorii marionetă numiți de conchistadorii spanioli în secolul al 16-lea.